# Horní Smržov
Horní Smržov är en ort i Tjeckien.   Den ligger i regionen Södra Mähren, i den östra delen av landet, 160 km öster om huvudstaden Prag. Horní Smržov ligger 459 meter över havet och antalet invånare är 141.
Terrängen runt Horní Smržov är platt österut, men västerut är den kuperad.Runt Horní Smržov är det ganska tätbefolkat, med 67 invånare per kvadratkilometer. Närmaste större samhälle är Svitavy, 17,2 km nordväst om Horní Smržov. I omgivningarna runt Horní Smržov växer i huvudsak blandskog.